# Canídeos selvagens
A expressão "cão selvagem ou canídeo selvagem" é um nome vernáculo ambíguo em francês, que pode designar várias espécies diferentes de canídeos da tribo canini:
- Cão selvagem africano , cão pintado ou mabeco (Lycaon pictus);[1]
- o cão selvagem asiático ou dhole (Cuon alpinus);
- Cão selvagem australiano ou dingo (Canis lupus dingo)
- Cão cantor de nova guiné ou apenas cão cantor (Canis lupus hallstromi);
- Cachorro vinagre (Speothos venaticus)
- Graxaim-do-mato ou cachorro-do-mato (Cerdocyon thous)
- Cão feral, cão selvagem ou cão de rua (Canis lupus familiaris)

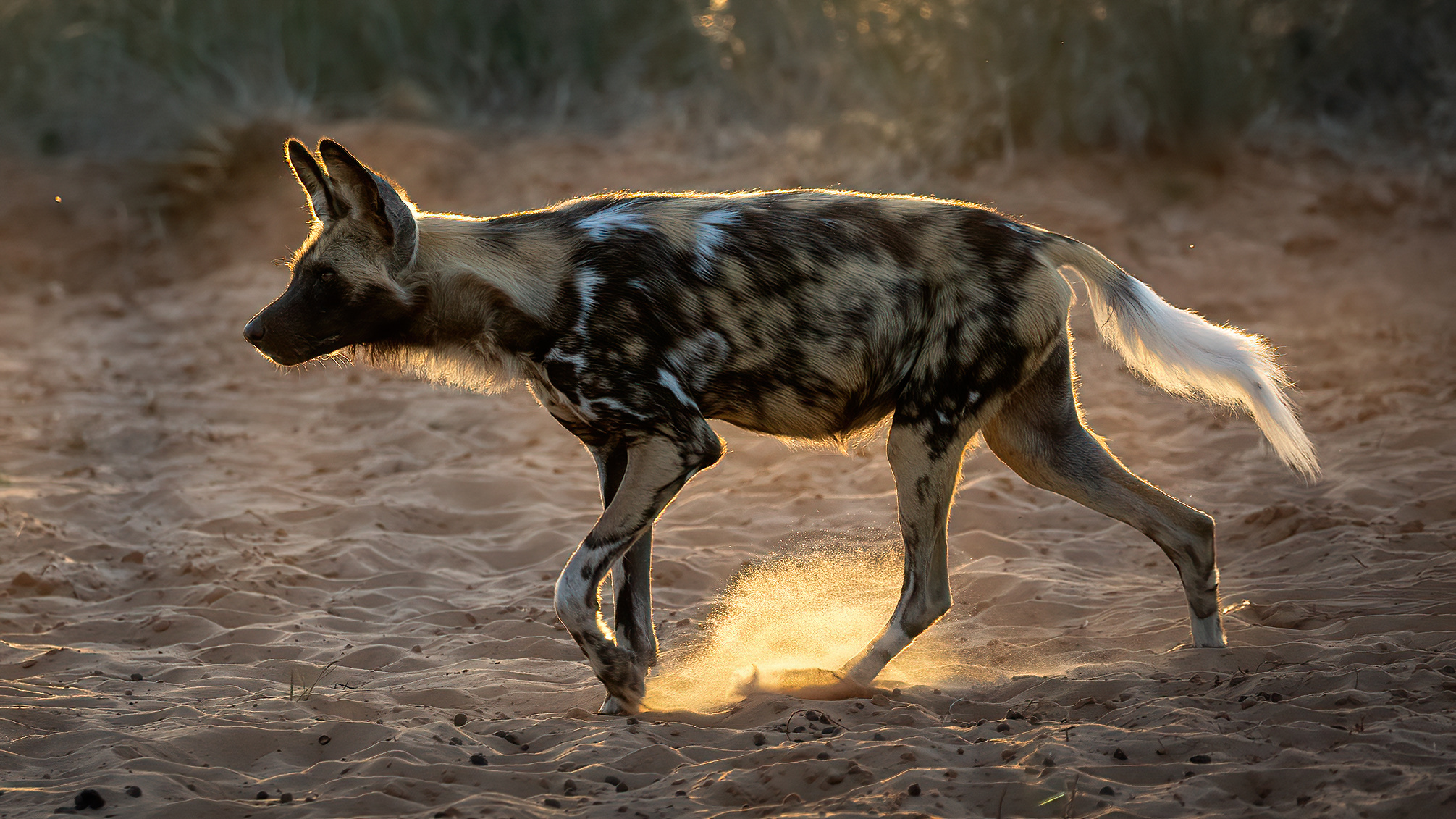
mabeco (lycaon pictus)
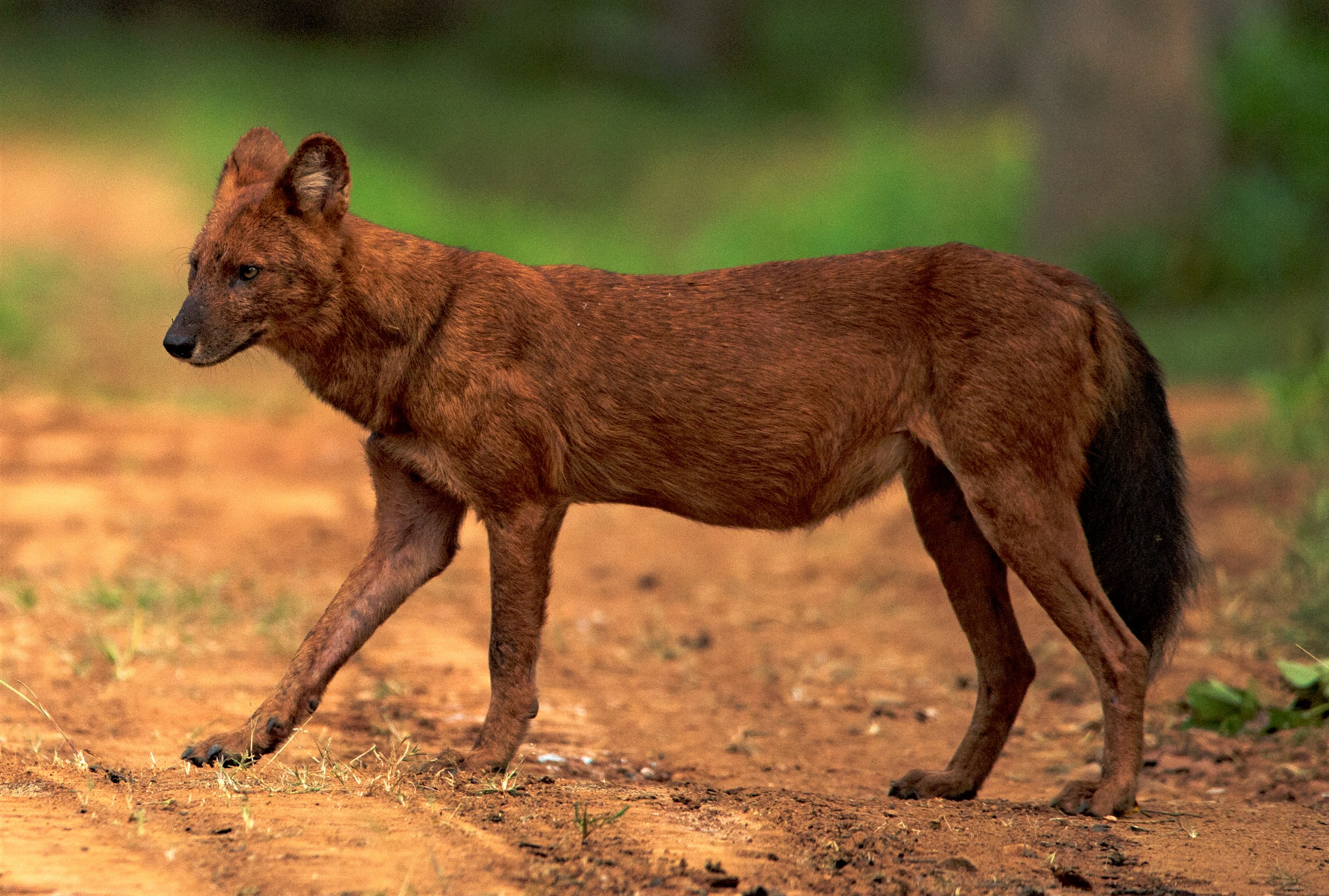
dhole (cuon alpinus)
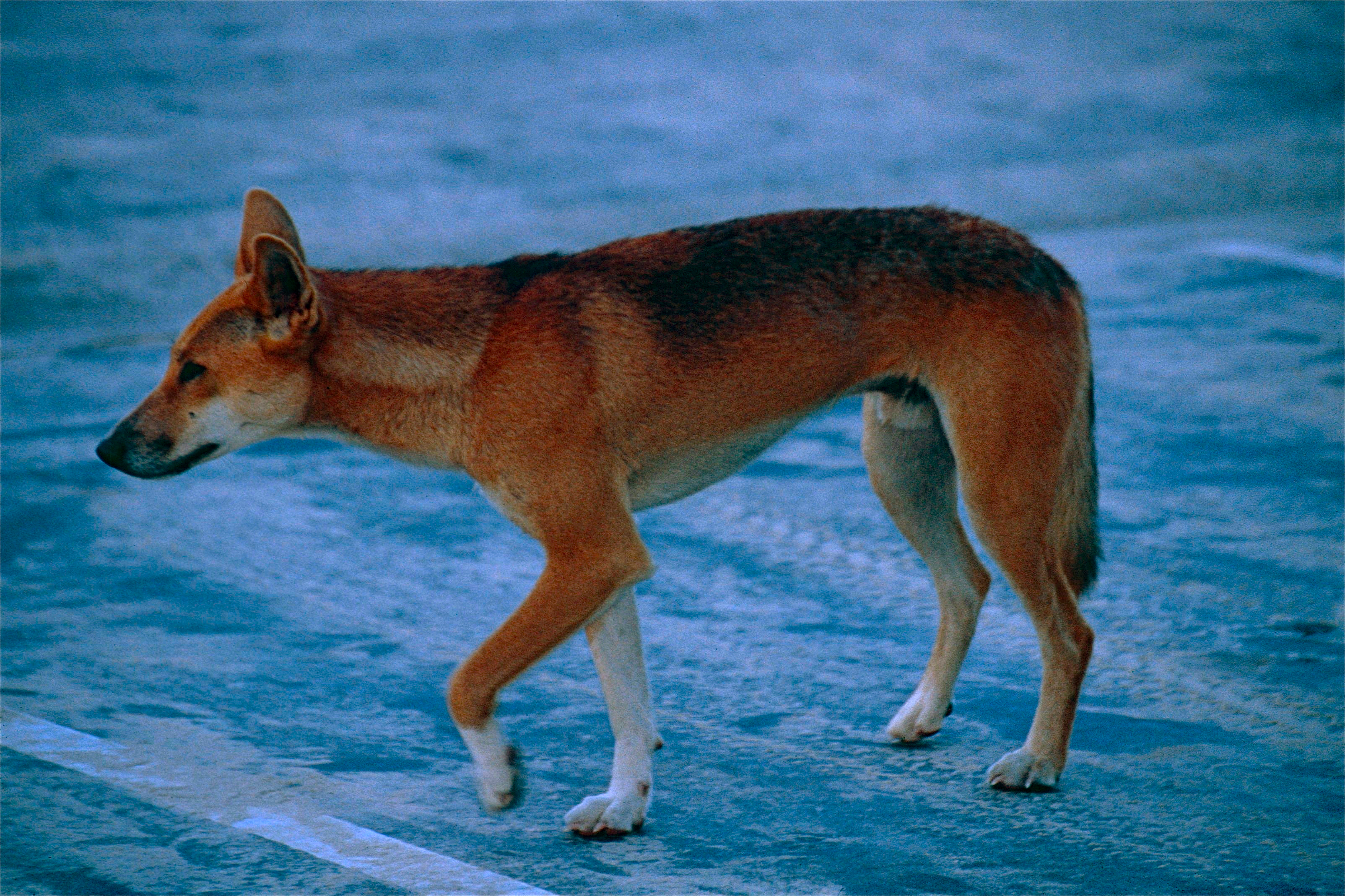
Dingo (Canis lupus dingo
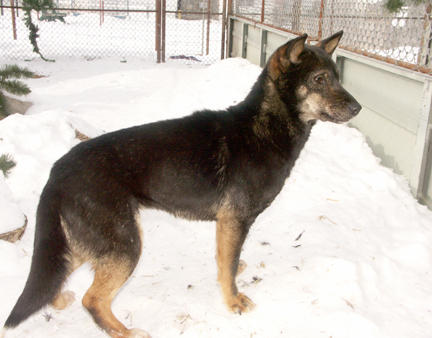
Cão cantor de nova guiné em cativeiro (Canis lupus hallstromi)
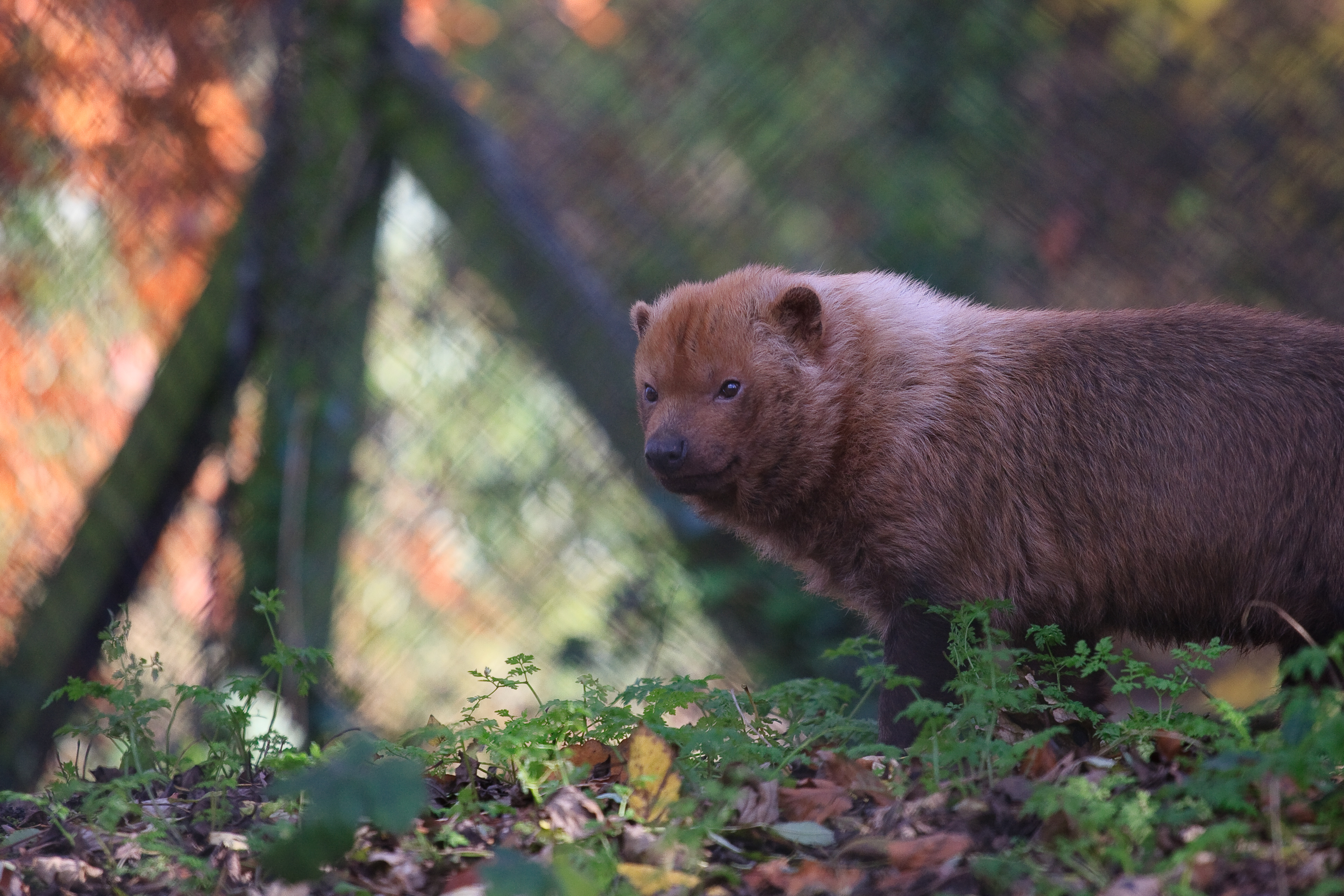
Cachorro vinagre em cativeiro (Speothos venaticus)
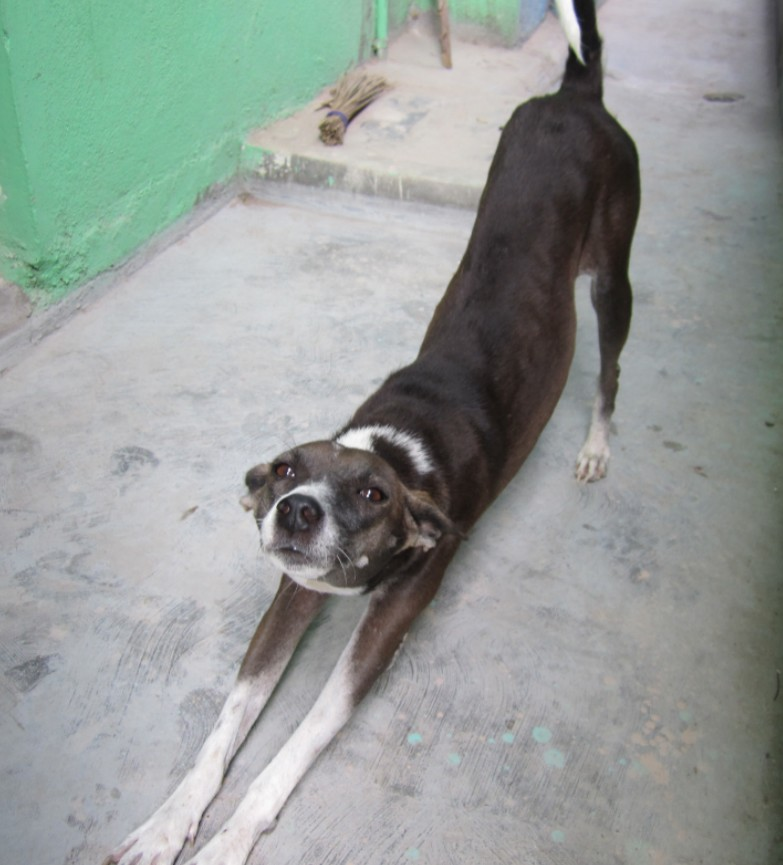
Cão feral, cão selvagem ou cão de rua (Canis lupus familiaris)
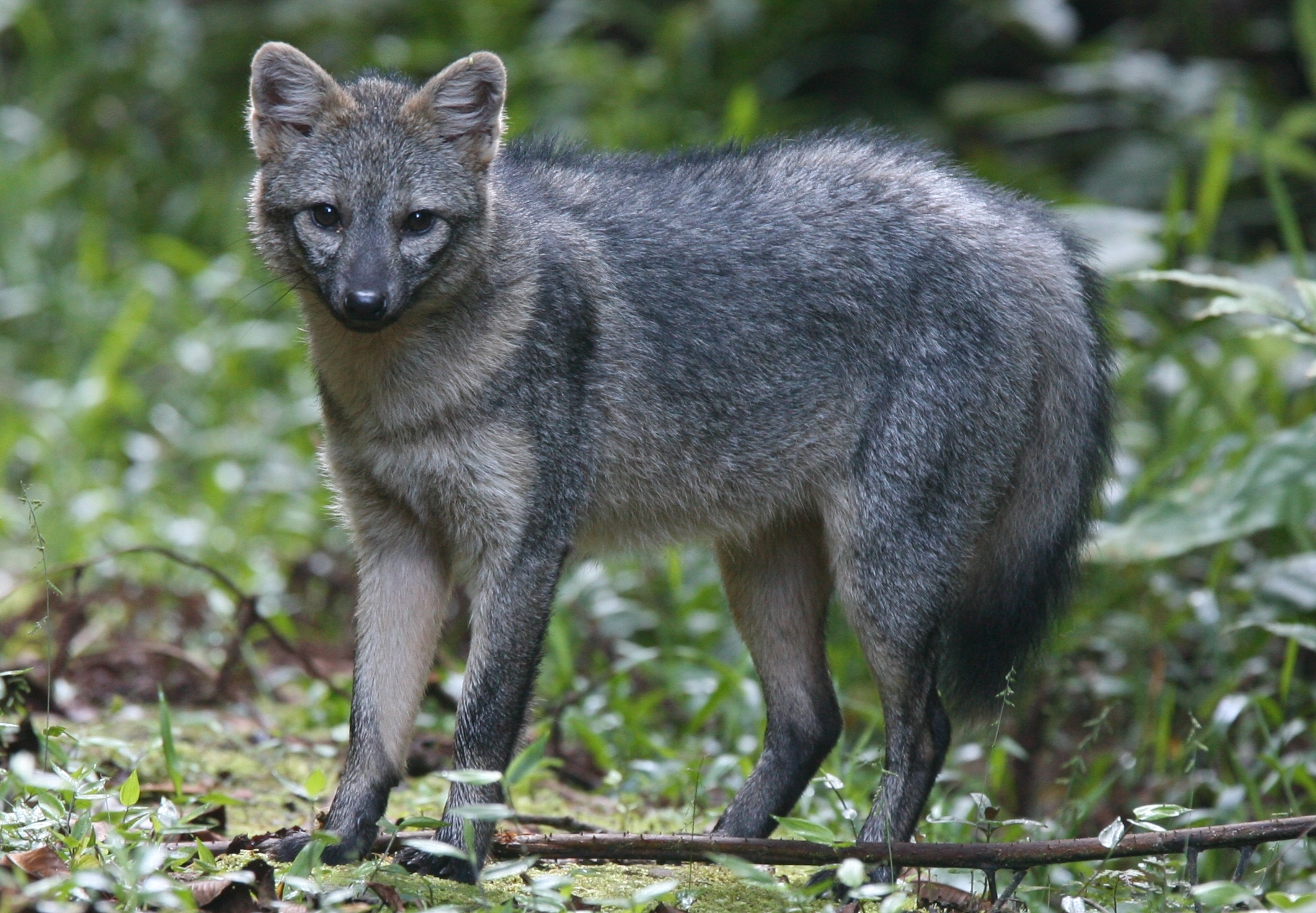
cachorro-do-mato (Cerdocyon thous)